# カセット地域
カセット地域（カセットちいき、英: qathet Regional District、略称：qRD）は、ブリティッシュコロンビア州の地方行政区の1つ。
2018年にパウエル・リバー地域（Powell River Regional District）から改称された。セイリッシュ語族のコモックス語で、「共に働き、共にもたらす（working together, bringing together）」と言う意味である。なお、コモックス語では大文字を使用しないため、英文でも正式名称はqathetと語頭を小文字で始めるのが正式。

## 主な都市
- パウエル・リバー（Powell River）